# Smicroloba galactea
Smicroloba galactea là một loài bướm đêm trong họ Noctuidae.